# Dianthus behriorum
Dianthus behriorum är en nejlikväxtart som beskrevs av Joseph Friedrich Nicolaus Bornmüller. Dianthus behriorum ingår i släktet nejlikor, och familjen nejlikväxter. Inga underarter finns listade i Catalogue of Life.